# Paul Weber (Obstbauer)
Paul Weber (* 28. April 1893 in Bodman; † 6. November 1985) war ein deutscher Obstbauer, Politiker, Prähistoriker und Kunstsammler.

## Leben
Weber war der jüngste Sohn des Landwirts und späteren Bürgermeisters Karl Weber und dessen Frau Viktoria Beisch, die zusammen fünf Kinder hatten. Von 1914 bis 1916 war Paul Weber Soldat im Ersten Weltkrieg an der Ostfront und geriet 1918 in russische Gefangenschaft. Im November 1918 übernahm er den elterlichen, durch Realteilung verkleinerten Betrieb. Im Mai 1920 heiratete er die Taubstummenlehrerin Pia Schlosser. Aus der Ehe gingen fünf Kinder hervor, ein Enkel ist der ehemalige baden-württembergische Justizminister Ulrich Goll (FDP/DVP).

### Obstbauer
Als Jugendlicher erfuhr Paul Weber die damals übliche Ausbildung von der Volksschule über Obstbaukurse zur landwirtschaftlichen Winterschule. Den elterlichen Betrieb baute er zu einem 20 Hektar großen und regional führenden Unternehmen aus. Den maßgeblichen Anstoß zu den seinerzeit revolutionären Änderungen gaben die Anforderungen des Marktes, billiger und hochwertiger zu produzieren. Systematisch ersetzte Weber den üblichen hochstämmigen Mostbaumanbau durch veredelte Spalierplantagen. Weber war maßgeblich an der Einführung des Pflanzenschutzes zur Schädlingsbekämpfung und die Umstellung auf professionellen Obst- und Gemüseanbau im Bodenseegebiet beteiligt. Unter seiner Mitwirkung wurden überregionale Absatzmärkte (z. B. der Großraum Berlin) erschlossen und zur besseren Vermarktung die Obstbaugenossenschaft Radolfzell gegründet. Weber erkannte die Chance, Früchte und Beeren als Destillate zu verkaufen. 1951 stellte er den nachweisbar ersten Williams-Christ-Birnen-Schnaps her. Trotz seines systemkritischen Verhaltens wurde er im Dritten Reich 1942 badischer Reichssieger im Obstbau-Leistungswettbewerb. Nach dessen Zusammenbruch stand er von 1948 bis 1967 dem Ausschuss Obstabsatz der Deutschen Landwirtschafts-Gesellschaft (DLG) vor. Sein als mustergültig geltender Betrieb wurde von Gruppen aus dem In- und Ausland, aus der UdSSR und den USA zu Lehrzwecken besucht. Weber widmete sich auch der Bienenzucht und war von 1936 bis 1943 Vorstand des Bezirks-Bienenzuchtvereins Stockach.

### Politiker
Paul Weber stammte nach eigenen Angaben aus einer „erzliberalen Familie“, war aber „kein Politiker im herkömmlichen Sinn“. Er vertrat die Bürgerschaft für die Deutsche Demokratische Partei im Gemeinderat von 1922 bis 1926. 1933 kehrte er als Gegengewicht zu den Nationalsozialisten für die Deutsche Zentrumspartei wieder in den Rat zurück. 1934 trat er aus Protest gegen das Regime aus dem Rat aus.
1947 wurde Paul Weber für die FDP in den badischen Landtag gewählt. Ihm gehörte er bis zu seiner Auflösung bei der Bildung Baden-Württembergs 1952 an.

### Prähistoriker
In Geländebegehungen entstand die damals größte private Sammlung mesolithischer Artefakte. Die wertvollen Stücke schenkte er 1967 bzw. 1977 dem Archäologischen Hegau-Museum der Stadt Singen am Hohentwiel und den Gemeinden Bodman-Ludwigshafen und Espasingen.

### Kunstsammler
Im Frühjahr 1919 begegnete Weber bei der Heuernte dem Maler Hans Blum, von dem er das sich auf der Staffelei befindliche Bild direkt erwarb. Der Kauf war die Initialzündung für den Kunstliebhaber. Es entstanden Kontakte zu Kunsthistorikern und Künstlern, die während der nationalsozialistischen Verfolgung ab 1933 Zuflucht auf der nahe gelegenen Höri fanden. Seitdem verband ihn eine lebenslange Freundschaft mit dem Museumsdirektor Walter Kaesbach. Weber unterstützte sie mit Nahrungsmitteln, Brennholz und Geld und erstand auf diesem Wege eine große Sammlung. Vertreten waren die Künstler Blum, Kurt Badt, Erich Heckel, Curth Georg Becker, Ferdinand Macketanz, Heinz May, Walter Herzger, Hans Kindermann, Werner Gilles, Karl Schmidt-Rottluff, William Straube und Christian Rohlfs.

## Ehrungen und Auszeichnungen
- 1952: Bundesverdienstkreuz am Bande
- 1972: Silberne Ehrenmedaille der Stadt Singen
- 1973: Ehrenbürgerschaft der Gemeinde Bodman-Ludwigshafen
- 1973: Ehrenmitgliedschaft des Pfahlbauvereins Unteruhldingen
- 1973: Max-Eyth-Medaille der DLG
- 1980: Hegau-Preis der Gemeinde Steißlingen
- 1982: Theodor-Heuss-Medaille der FDP

In Bodman-Ludwigshafen wurde 2004 die Paul-Weber-Straße nach ihm benannt.

## Schriften
- Bericht über Studienreise in die USA 1952, in: Der Obstbauer, 72. Jg. Nr. 8 vom 1. März 1953.
- Obstbau in Bodman – gestern, heute und morgen, in: Heft 19 (1961).
- biographischer Bericht Über meine Bilder und über die Künstler, o.O, O.J.